# 埔向晴天
埔向晴天（英語：Tai Po Sunwalker）是在2014年成立的「傘兵」地區組織，由一班住在大埔，並關心其社區問題的青年人自發組成，於2014年8月開始關注大埔有關環保問題。

## 社區行動
除了關注社區事務、舉辦及協辦活動外，埔向晴天亦曾參與多項社區行動，包括：
- 2020年，埔向晴天兩位區議員，劉勇威當選大埔區議會副主席，埔向晴天大埔區議員陳蔚嘉則當選大埔區議會醫療、教育及社會服務委員會副主席及社區重點項目工作小組主席。
- 2017年，在大埔區內播放《消失的檔案》 —— 一齣關於六七暴動的記錄片。
- 2016年12月，教育局準備於2017年再次強推全港性系統評估（TSA），埔向晴天及多個反對TSA的家長團體、社區組織，在香港多處進行街站宣傳及簽名行動，要求教育局取消決定，及認真落地區進行諮詢工作，了解強烈反對TSA的輿情。[1]
- 2016年4月25日，埔向晴天聯同一眾地區團體、部分沙田區議員，及成員大埔區議員劉勇威，進行「向港鐵霸權宣戰，守護乘客血汗錢」行動。他們一行人在大圍港鐵站出發，以及巡迴馬鞍山線各車站，沿途高叫口號，抗議港鐵再度加價。[2]
- 2016年4月選民登記截止前夕，多次動員在大埔區呼籲市民，盡公民責任，登記做選民。
- 2015年9月10日，大埔區議會舉行關於大埔林村許願廣場的最後一輪會議。鑑於大埔林村許願廣場工程被揭發議員跟商家有利益關係而沒有申報事件，埔向晴天到場表達支持重新諮詢公眾的立場，惟方案最終仍獲得區議會通過。[3]
- 2015年8月，大埔區多次出現水務問題。當中包括，太平工業中心附近爆水管、同發坊暫停咸水供應、大埔北沖廁水持續污濁等。埔向晴天要求水務署正視此問題，務實改善民生基建。[4]
- 2015年5月27日，埔向晴天成員聯同就大埔劍橋護老院將長者露天脫光的事件，到涉事院舍門外抗議，要求政府檢討巡查安老院舍制度及制訂安老院牌照扣分機制。期間，成員高叫「公營安老院要加、私營安老院要管」的口號，又向護老院遞交投訴信，希望轉交院長。[5][6]
- 2015年5月8日，埔向晴天成員聯同多名大埔居民到大埔區議會抗議，大埔區議會以大比數十四票贊成，三票反對，通過支持政改方案的原議案，成為首個支持政改的區議會。埔向晴天成員譴責區議員失責，漠視市民知情權利，向區議會辦事處呈交請願信，並要求有關議員履行職責，以市民權益為出發點交代事件。[7]
- 2015年2月13日，鑑於香港流行性感冒情況嚴峻，埔向晴天聯同沙田新幹線及北區動源，於東鐵線沿線車站（包括：上水、粉嶺、太和、大埔墟、沙田、大圍）派發口罩，喚起市民的防疫意識。[8]

## 社會議題

### 撰文《民主派區議會改良芻議》（页面存档备份，存于）
2016年香港立法會新界東地方選區補選，本土民主前線發言人梁天琦以66,524張選票落選，支持度15.3%，雖埔向晴天所支持的公民黨楊岳橋以160,880（37.19%）票勝出，但埔向晴天成員劉勇威認為本土派冒起，傳統民主派必須作出回應，埔向晴天倡議民主派在區議會（第二）功能界別所得的資源應全數支援地區，並對為一黨私利的候選人進行抵制。最終2016年香港立法會選舉，各民主黨派政黨相互爭奪下，在區議會（第二）功能界別出現五席出六名單的窘態 。

## 合組「大埔民主聯盟」
為打破親中派長期壟斷及控制地區資源，並為協助包含大量政治素人在內，有意角逐大埔區議會的民主派人士，遂建立聯合行動及協調平台，埔向晴天大埔區議員劉勇威及埔向晴天社區主任陳蔚嘉公布加入由香港民主派在大埔區組成的跨政黨聯盟大埔民主聯盟。2019年香港區議會選舉中，17名聯盟成員共勝出16席，後來再加上譚爾培，一舉成為2020年新一屆大埔區議會執政組織。

## 議員

### 區議員
埔向晴天現時共有1個區議會議席，議員包括：
| 區議會 | 選區號碼 | 選區       | 議員   | 2016-2019 | 2020-2023 | 備註                                                    |
| ------ | -------- | ---------- | ------ | --------- | --------- | ------------------------------------------------------- |
| 大埔區 | P15      | 太和       | 陳蔚嘉 |           | →         | 2021年10月8日，陳蔚嘉被裁定宣誓無效，被取消區議員資格。 |
| 大埔區 | P16      | 舊墟及太湖 | 劉勇威 |           |           | 曾任大埔區議會副主席                                    |

## 詮釋及參考資料
1. ↑  兩日逾萬人聯署反復考TSA 斥吳克儉死不放手奴役孩子 （页面存档备份，存于），蘋果日報，2016-12-12
2. ↑  行動預告 （页面存档备份，存于），埔向晴天Facebook專頁，2016-04-25
3. ↑  當市民無到，不准再諮詢 － 強烈不滿「林村許願樹廣場工程是否重啟諮詢」的會議結果 （页面存档备份，存于），埔向晴天Facebook專頁，2015-09-10
4. ↑  正視水務問題 （页面存档备份，存于），埔向晴天Facebook專頁，2015-12-10
5. ↑  稱涉威嚇性騷擾 平機跟進 （页面存档备份，存于），明報新聞網，2015-05-28
6. ↑  團體到大埔劍橋護老院外示威　社工籲訂立扣分制 （页面存档备份，存于），香港電台即時新聞，2015-05-27
7. ↑  大埔居民被代表 （页面存档备份，存于），Truth Media Hong Kong，2015-05-08
8. ↑  H3N2持續肆虐 全民戴口罩自救 （页面存档备份，存于），埔向晴天Facebook專頁，2015-02-12
9. ↑  民主派區議會改良芻議 （页面存档备份，存于），蘋果日報，2016-03-09
10. ↑  立會選舉：超區9名單爭5席　泛民攬炒利建制 （页面存档备份，存于），東方日報，2016-07-29
11. ↑  泛民6隊爭票　超區恐難保3席 （页面存档备份，存于），蘋果日報，2016-07-30
12. ↑  .   [2020-08-26]. （原始内容存档于2020-08-26）.
13. ↑  . 香港特別行政區新聞公報. 2021-10-08  [2021-10-08]. （原始内容存档于2021-10-11）.

## 外部連結
- 埔向晴天的Facebook專頁
- YouTube上的埔向晴天頻道